# Bombardowanie strategiczne

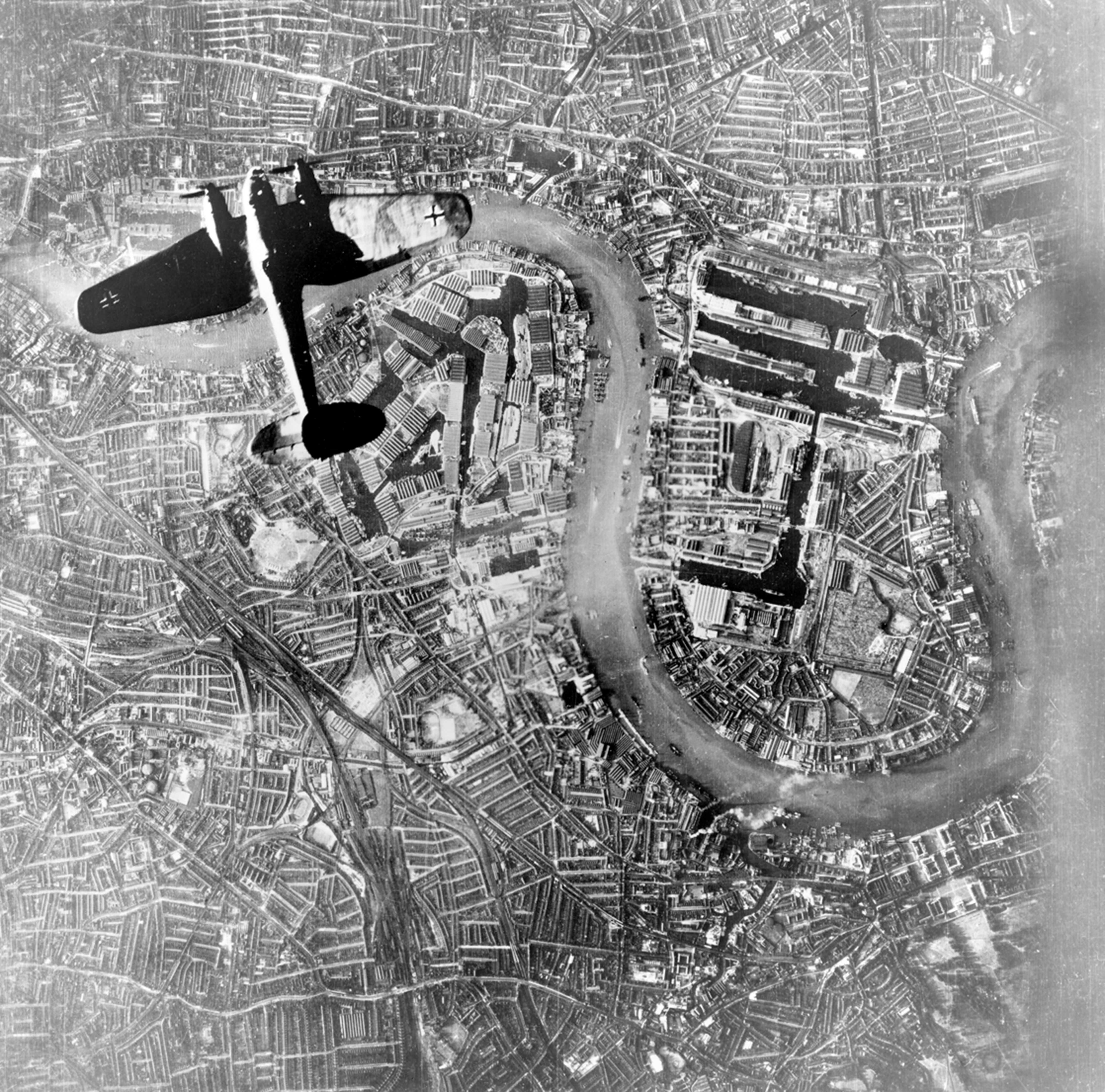
Niemiecki samolot bombowy He 111 nad Londynem, 1940

Bombardowanie strategiczne – strategia wojskowa przewidująca wykorzystanie wojsk lotniczych do niszczenia, poprzez bombardowanie, celów o znaczeniu gospodarczym (np. zakładów przemysłowych, infrastruktury transportowej), wojskowym (np. baz wojskowych) lub politycznym, z zamiarem ograniczenia zdolności przeciwnika do prowadzenia działań wojennych. Także bombardowanie celów cywilnych, często pozbawionych znaczenia wojskowego, mające na celu osłabienie morale ludności cywilnej.

## Historia

### Początki
Strategia po raz pierwszy zastosowana została w sierpniu 1914 roku, podczas I wojny światowej, kiedy to niemieckie sterowce przeprowadziły naloty na port w Antwerpii oraz paryski dworzec Gare de l'Est. Do zakończenia wojny niemieckie sterowce oraz samoloty wielokrotnie bombardowały brytyjskie porty oraz Londyn. W odpowiedzi brytyjskie lotnictwo przeprowadzało ataki na bazy lotnicze i inne cele przemysłowe na terenie Niemiec. Skuteczność nalotów była znikoma, na co wpływ miały trudności nawigacyjne i niewielka celność zrzucanych bomb. Odnosiły one głównie efekt psychologiczny. Z punktu widzenia obrońców problemem był brak skutecznych środków do zwalczania nieprzyjacielskich bombowców, które zdolne były do lotu ponad pułapem ówczesnych samolotów myśliwskich. Już wówczas zaczęła się wykształcać odrębna kategoria bombowców strategicznych – wielosilnikowych samolotów o dużym zasięgu, przeznaczonych do przeprowadzania tego typu nalotów.
Koncepcja bombardowania strategicznego rozwinęła się w okresie międzywojennym. Do jej głównych orędowników należeli generałowie Giulio Douhet (Włochy), Billy Mitchell (Stany Zjednoczone), Hugh Trenchard (Wielka Brytania) oraz Walther Wever (Niemcy). Bombardowanie strategiczne zaczęto postrzegać jako narzędzie służące osłabieniu morale ludności cywilnej lub jej pacyfikacji. Jako takie zastosowane zostało m.in. podczas tłumienia powstania w Iraku przez Brytyjczyków (1920), niemieckiego bombardowania Guerniki (1937) oraz japońskich nalotów lotniczych przeprowadzonych podczas inwazji na Chiny (1937).

### II wojna światowa

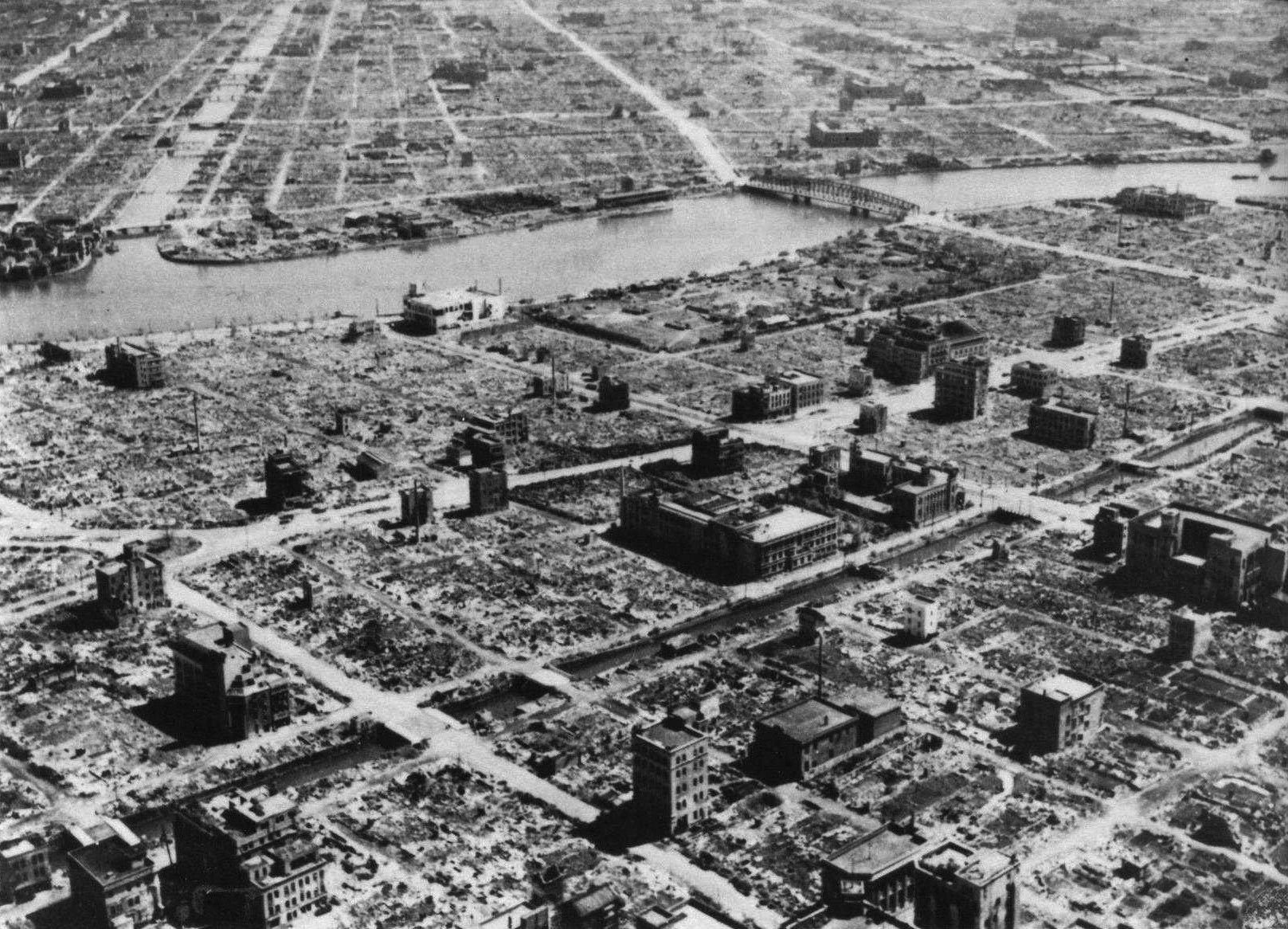
Tokio po amerykańskich nalotach bombowych, marzec 1945

Bombardowanie strategiczne na szeroką skalę prowadzone było podczas II wojny światowej, począwszy od nalotów Luftwaffe na Polskę podczas kampanii wrześniowej (1939) oraz na Rotterdam (1940). Niemieckie lotnictwo prowadziło kampanię bombową przeciw Wielkiej Brytanii, której kulminacją był tzw. Blitz (1940–1941). Od 1940 roku do końca wojny lotnictwo alianckie (początkowo brytyjskie, od 1942 roku także amerykańskie) przeprowadzało coraz to intensywniejsze naloty na terytorium Niemiec. Kampanie obu stron konfliktu skierowane były początkowo przeciw celom wojskowym bądź przemysłowym, wkrótce jednak ich ofiarą stały się także obiekty cywilne pozbawione znaczenia strategicznego. Taktyka nalotów dywanowych, zakładająca zmasowane bombardowanie wytypowanego obszaru przez skoncentrowaną siłę lotniczą, prowadziła do doszczętnego zniszczenia obranych na cel miast i dziesiątek tysięcy ofiar cywilnych. Do najbardziej niszczycielskich nalotów tego typu należały alianckie bombardowanie Hamburga (1943) i Drezna (1945), a także amerykańskie naloty na Tokio (1944–1945). Kulminacyjnymi wydarzeniami wojny były naloty na Hiroszimę i Nagasaki w sierpniu 1945 roku, podczas których na oba miasta zrzucone zostały bomby atomowe.
Zasadność prowadzenia nalotów strategicznych, a w szczególności dywanowych, była kwestionowana, bezowocnie, w dowództwach alianckich, zarówno z punktu widzenia moralnego, jak i ich efektywności. Do dziś pozostaje przedmiotem debaty wśród historyków. Badania przeprowadzone w brytyjskim społeczeństwie w bezpośrednim następstwie niemieckich nalotów wskazywały, że nie miały one znaczącego wpływu na morale ludności. Podobne wnioski zostały sformułowane w raporcie sporządzonym przez Johna Galbraitha, który po zakończeniu wojny prowadził badania dotyczące skutków alianckich nalotów w Niemczech. Mimo nasilających się bombardowań na niemieckie miasta wielkość produkcji sprzętu wojskowego miała tendencję wzrostową aż do jesieni 1944 roku.

### Po 1945

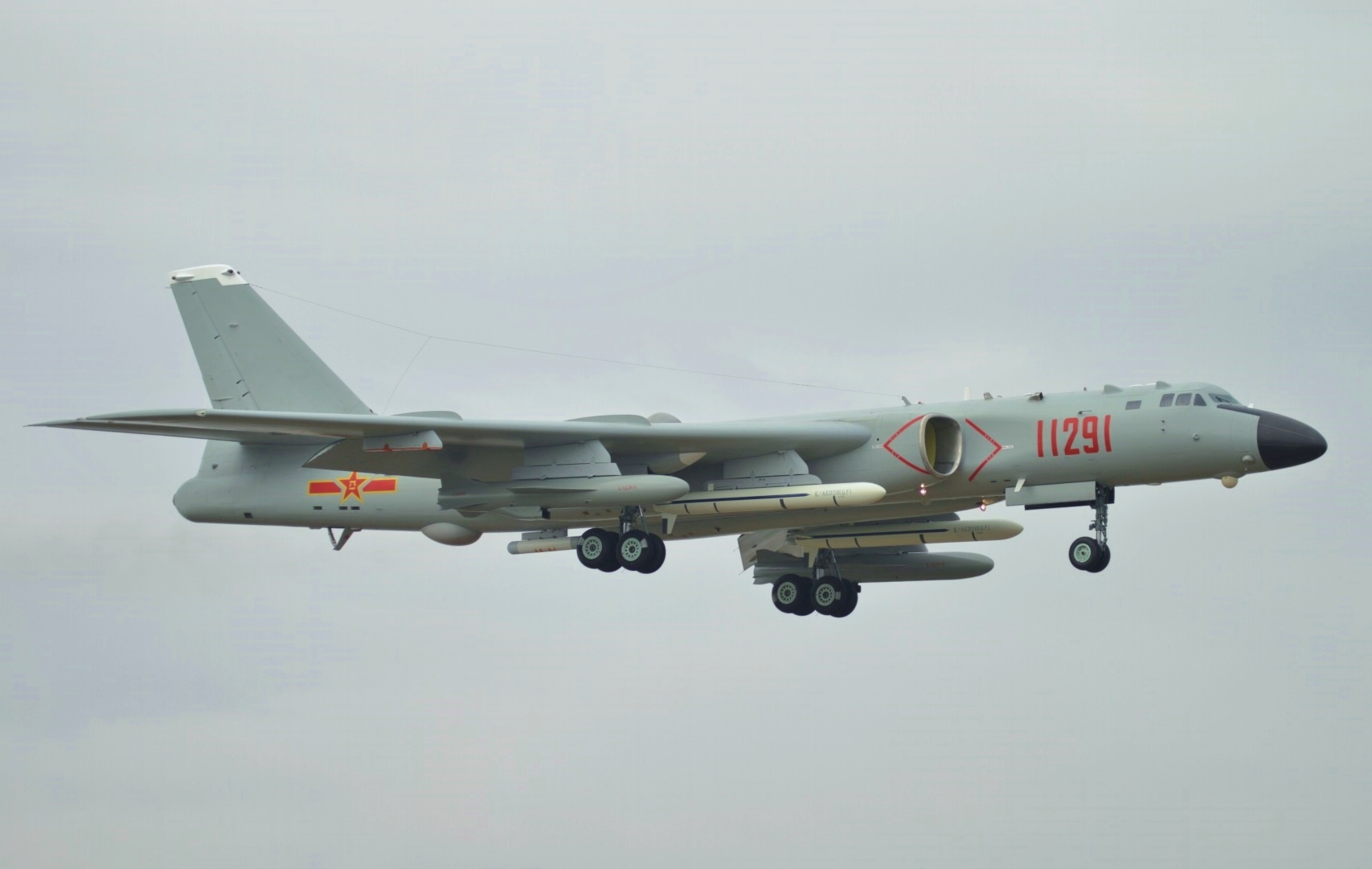
Xi’an H-6 – współczesny chiński bombowiec strategiczny

Operacja „Rolling Thunder” w Wietnamie

Atak jądrowy na Japonię zapoczątkował wykształcenie się dwóch odrębnych koncepcji bombardowania strategicznego – jądrowej oraz konwencjonalnej. Wyścig zbrojeń w ramach zimnej wojny doprowadził do opracowania alternatywnych nośników broni jądrowej w postaci pocisków balistycznych. Niemniej jednak samoloty przystosowane do transportu broni jądrowej pozostawały na wyposażeniu mocarstw nuklearnych ze względu na większą elastyczność (możliwość zawrócenia samolotu przed zrzuceniem przenoszonego ładunku) oraz mobilność (w przeciwieństwie od wyrzutni lądowych). Współcześnie znajdują się na wyposażeniu Stanów Zjednoczonych, Rosji i Chin. Dawniej znajdowały się także w arsenale Wielkiej Brytanii i Francji.
Lotnictwo amerykańskie prowadziło bombardowanie strategiczne z użyciem środków konwencjonalnych podczas wojny wietnamskiej. W latach 1965–1968 miały miejsce zmasowane naloty na Wietnam Północny w ramach operacji „Rolling Thunder”. Pomimo znaczących strat cywilnych (według niektórych szacunków nawet 182 000 ofiar), naloty nie miały większego wpływu na morale ludności ani na zdolność kraju do kontynuacji działań wojennych. Na podstawie wniosków wyciągniętych z nieskuteczności kampanii wykształciła się doktryna precyzyjnych nalotów na wyselekcjonowane cele o znaczeniu wojskowym, którą wdrożono podczas dużo skuteczniejszej operacji „Linebacker” (1972). Podobną strategię z dużym powodzeniem zastosowało lotnictwo izraelskie podczas wojny sześciodniowej (1967) oraz wojny Jom Kippur (1973), a w późniejszych latach lotnictwo amerykańskie w nalotach poprzedzających inwazje na Irak w latach 1991 i 2003.
Bombardowanie Jugosławii przez NATO (1999) oraz działania lotnictwa amerykańskiego na Bliskim Wschodzie na początku XXI wieku (Irak, Afganistan) wykazały, że pomimo stosowania broni precyzyjnego rażenia nieuniknione są straty cywilne. Unaoczniły one również ograniczoną skuteczność tego typu nalotów wobec przeciwnika prowadzącego działania nieregularne. Doświadczenia tychże konfliktów podały w wątpliwość teoretyzowaną możliwość zwyciężania wojen z użyciem jedynie sił lotniczych, bez zaangażowania wojsk lądowych.